# Hünstein (plaats)
Hünstein is een  gehucht in de Duitse gemeente Nohra in het Landkreis Nordhausen in Thüringen.
Hünstein maakte deel uit van de gemeente Nohra tot deze op 1 januari 2019 opging in de gemeente Bleicherode.
Bleicherode · Bliedungen · Elende · Etzelsrode · Friedrichsthal · Gratzungen · Hainrode · Helenenhof · Hünstein · Kinderode · Kleinbodungen · Königsthal · Kraja · Mitteldorf · Mörbach · Nohra · Oberdorf · Obergebra · Pustleben · Wernrode · Wipperdorf · Wollersleben · Wolkramshausen